# Oenoptila leucopygaria
Oenoptila leucopygaria là một loài bướm đêm trong họ Geometridae.